# 警部交番

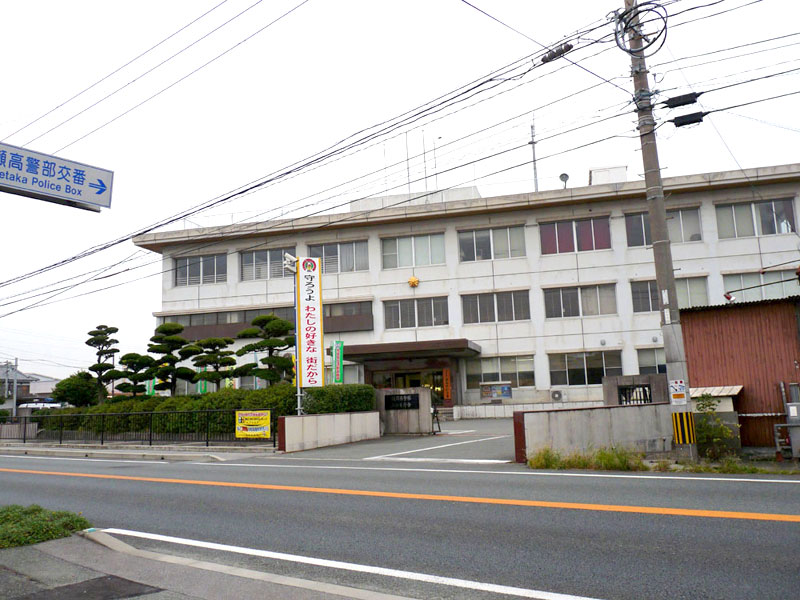
瀬高警部交番（福岡県みやま市）

警部交番（けいぶこうばん）とは、交番のうち、通常警部補または巡査部長が務める交番所長に、警部の階級にある者が就いている交番のこと。名称については警察本部によって異なることがある。なお、この項では交番所長に警視があてられる交番についても扱う。

## 概要
通常の交番に比べ規模が大きく、警察署と同様に運転免許の更新手続きや車庫証明などの各種申請・届出事務が可能で、大規模警察署の主要箇所などに設置される。
近年、少子高齢化や団塊世代の定年退職による人材不足と財政事情により警察官の増員がままならない状況において、特に小規模警察署の統廃合により人員の配置を適切にするべく、統合され廃止となった警察署を警部交番や分庁舎などに改組して設置する例も多い。これは警察署は、留置場などの設備、地域課・刑事課及び交通課といった執行部門の他に会計課や警務課といった管理部門の設置、署長や副署長などの配置が法令で定められており、警察署を統合して警部交番や分庁舎とすることにより管理部門の設置を不要とし、管理部門に充当される人員を住民生活に直接関わる執行部門に充当し警部交番・分庁舎とすることにより、警察署が廃止されても住民の利便性向上及び治安維持が維持強化されることを目的としている。
また、市町村合併などに伴う交番・駐在所の統合整理において警部交番への格上げが行われることもある。
その基準はまちまちであるが、地域情勢の変化・庁舎建て替えや旧警察署の統合からの経年などを考慮の上で一般の交番・駐在所に転換されるケースもある。
「幹部交番」や「警察署分庁舎」といった名称を用いる警察本部もあり、栃木県警察（大田原警察署黒羽幹部派出所のみ）・鳥取県警察・岡山県警察・佐賀県警察・鹿児島県警察では、警部交番にあたる施設（他署との統合前の旧警察署）に「幹部派出所」、兵庫県警察では「警視（警部）派出所」、島根県警察では「広域交番」、茨城県警察・警視庁では「地区交番」、三重県警察・愛知県警察・山口県警察・奈良県警察・富山県警察では「幹部交番」という名称を用いる。
いわゆる交番として、地域警察官の配置が基本であるが、特に「警察署○○分庁舎」「警察署○○庁舎」の名称を用いる場合は「交通係」「刑事係」「生活安全係」などの専務員が配置されているケースがある。

## 北海道

### 北海道警察

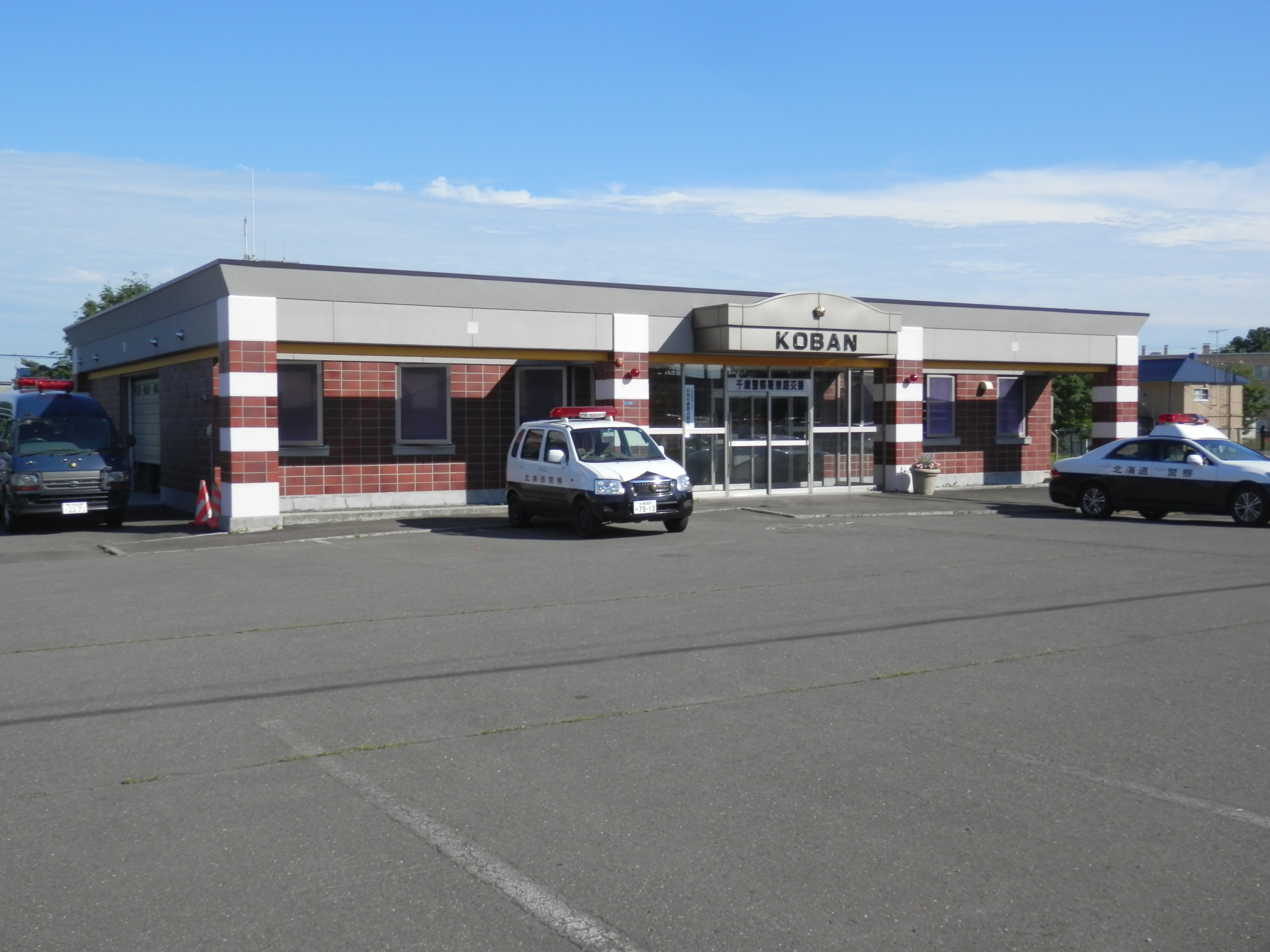
恵庭交番

- 豊平警察署
  - 中央通交番
- 赤歌警察署
  - 歌志内交番
- 厚別警察署
  - 北広島交番
- 北警察署
  - 花川南交番
- 中央警察署
  - 薄野交番
- 千歳警察署
  - 恵庭交番
  - 空港警備派出所
- 室蘭警察署
  - 登別交番
- 岩見沢警察署
  - 三笠警察庁舎（旧・三笠警察署）
- 栗山警察署
  - 夕張警察庁舎（旧・夕張警察署）
- 滝川警察署
  - 砂川警察庁舎（旧・砂川警察署）

#### 函館方面本部
- 函館中央警察署
  - 北斗交番

#### 旭川方面本部
- 深川警察署
  - 沼田警察庁舎（旧・沼田警察署）
- 名寄警察署
  - 美深警察庁舎（旧・美深警察署）

## 東北管区

### 青森県警察
- 五所川原警察署
  - 金木交番 - 旧・金木警察署。2006年（平成18年）、五所川原警察署と金木警察署が統合に伴い五所川原警察署金木分庁舎を設置する。その後、2020年（令和2年）4月1日に金木交番に組織変更。[1][2]

- 黒石警察署
  - 大鰐交番 - 旧・大鰐警察署。2006年（平成18年）、黒石警察署と大鰐警察署が統合に伴い黒石警察署大鰐分庁舎を設置する。[3]その後、2020年（令和2年）4月1日に大鰐交番に組織変更。[4]

- 弘前警察署
  - 板柳交番-旧・板柳警察署。2022年（令和4年）、弘前警察署と板柳警察署の統合に伴い組織変更。

### 秋田県警察
- 北秋田警察署
  - 森吉幹部交番 - 旧・森吉警察署。2005年（平成17年）、森吉警察署と鷹巣警察署が統合、鷹巣署が改称して北秋田警察署となり設置。
- 五城目警察署
  - 天王幹部交番 - 2008年（平成20年）、天王交番から改称[5]。
- 横手警察署
  - 増田幹部交番 - 旧・増田警察署。2005年（平成17年）、増田警察署の横手警察署への統合に伴い設置。
- 由利本荘警察署
  - 矢島幹部交番 - 旧・矢島警察署。2005年（平成17年）、矢島警察署と本荘警察署が統合、本荘署が改称して由利本荘警察署となり設置。
  - にかほ幹部交番 - 旧・にかほ警察署。2019年（平成31年）、にかほ警察署が由利本荘警察署に統合したことにより設置。

### 岩手県警察
- 岩手警察署
  - 八幡平幹部交番
- 大船渡警察署
  - 高田（たかた）幹部交番 - 2011年（平成23年）3月11日に発生した東北地方太平洋沖地震による津波で流失したため仮交番で運用していた。2016年（平成28年）4月7日に庁舎を再建し業務を開始した。所長は警視。
- 盛岡東警察署
  - 見前幹部交番 - 警察本部所属の機動捜査隊隊舎も同じ庁舎内にある。
- 奥州警察署
  - 江刺幹部交番 - 2018年（平成30年）4月1日、水沢警察署と江刺警察署が統合し旧：江刺警察署に設置。

### 宮城県警察
- 遠田警察署
  - 涌谷幹部交番　- 2006年（平成18年）4月　小牛田警察署と統合して、遠田警察署を設置したことに伴い、旧涌谷警察署に設置。
- 栗原警察署
  - 若柳幹部交番 - 2025年（令和7年）3月21日築館警察署と統合して栗原警察署を設置したことに伴い設置。

過去の幹部交番
- 仙台南警察署
  - 若林区中央幹部交番 - 2019年（平成31年）4月1日若林警察署の設置に伴い、若林警察署若林中央交番に改称。

### 山形県警察
- 村山警察署
  - 東根交番
- 鶴岡警察署
  - 温海交番

### 福島県警察
- 福島北警察署
  - 飯坂幹部交番
  - 桑折分庁舎（旧・桑折警察署）
- 田村警察署
  - 船引幹部交番
  - 小野分庁舎（旧・小野警察署）
- 福島警察署
  - 川俣分庁舎（旧・川俣警察署）
- 郡山北警察署
  - 本宮分庁舎（旧・本宮警察署）
- 双葉警察署
  - 浪江分庁舎（旧・浪江警察署）
- いわき中央警察署
  - 常磐分庁舎
- 会津若松警察署
  - 会津美里分庁舎（旧・会津美里警察署）

## 警視庁
出典は、「警視庁告示」
より。

警視庁に置かれる地区交番の所長には警視をもって補せられている。
- 町田警察署
  - 忠生地区交番 - 2007年（平成19年）7月19日設置[7]。

過去の地区交番
- 浅草警察署
  - 山谷地区交番 - 2008年（平成20年）10月31日に日本堤交番に改称（通常の交番に改組）[8]。
- 新宿・四谷警察署
  - 新宿地区交番 - 1993年（平成5年）5月に新宿警察署歌舞伎町交番の新設に伴い、新宿・四谷署の合同管轄から四谷署単独管轄（通常の交番に改組）となり、1996年（平成8年）9月2日花園交番に改称[9]。

## 関東管区

### 茨城県警察
- 水戸警察署
  - 大洗地区交番
  - 茨城地区交番
- 笠間警察署
  - 城里地区交番
- ひたちなか警察署
  - 那珂湊警察センター（2015年（平成27年）4月1日、ひたちなか西警察署とひたちなか東警察署が統合したことに伴い、旧ひたちなか東警察署を移転させる形で設置）
  - 東海地区交番
- 高萩警察署
  - 大津地区交番
- 神栖警察署
  - 土合地区交番
  - 神之池地区交番

※神栖警察署の開設に伴い鹿嶋警察署より移管される。
- 行方警察署
  - 潮来地区交番
- 牛久警察署
  - 阿見地区交番
- 石岡警察署
  - 小川地区交番
  - 八郷地区交番
  - 美野里地区交番
- つくば警察署
  - 谷田部地区交番
  - つくば北警察センター（2020年（令和2年）3月2日、つくば中央警察署とつくば北警察署が統合したことに伴い、旧つくば北警察署庁舎に設置）
- 下妻警察署
  - 八千代地区交番
- 常総警察署
  - 石下地区交番
  - 伊奈地区交番
- 境警察署
  - 岩井地区交番
- 取手警察署
  - 守谷地区交番
  - 利根地区交番

### 栃木県警察
- 大田原警察署
  - 黒羽交番（旧・黒羽警察署、2006年4月1日大田原警察署へ統合に伴い「黒羽幹部派出所」として設置。その後、2022年（令和4年）3月28日 に周辺の警察官駐在所を統合し、「黒羽交番」に名称を変更。[10]）
- 那須塩原警察署
  - 西那須野交番
- 日光警察署
  - 足尾交番（旧・足尾警察署、2006年4月1日日光警察署へ統合に伴い設置。）
- さくら警察署
  - 喜連川交番（旧・喜連川警察署、2006年4月1日氏家警察署（統合時にさくら警察署に改称）と統合に伴い設置。）
- 栃木警察署
  - 藤岡交番（旧・藤岡警察署、2010年4月1日栃木警察署へ統合に伴い設置。）

### 群馬県警察
- 安中警察署
  - 松井田分庁舎（旧・松井田警察署、2010年4月1日安中警察署へ統合にともない設置）
- 富岡警察署
  - 下仁田分庁舎（旧・下仁田警察署、2010年4月1日富岡警察署へ統合にともない設置）
- 前橋東警察署
  - 大胡分庁舎（旧・大胡警察署、2011年3月16日前橋東警察署へ統合にともない設置）
- 桐生警察署
  - 大間々分庁舎（旧・大間々警察署、2011年3月16日桐生警察署へ統合にともない設置）
- 伊勢崎警察署
  - 境分庁舎（旧・境警察署、2011年3月16日伊勢崎警察署へ統合にともない設置）

### 千葉県警察
出典は、「千葉県例規集」より
交番所長の階級は警視。

- 佐倉警察署
  - 八街幹部交番
- 香取警察署
  - 小見川幹部交番 - 2006年（平成18年）3月27日、香取市発足に伴う小見川警察署の佐原警察署（現・香取警察署）への統合に伴い設置[12]。
  - 多古幹部交番 - 多古警察署の佐原警察署への統合に伴い設置。
- 茂原警察署
  - 一宮幹部交番 - 一宮警察署の茂原警察署への統合に伴い設置。
- 勝浦警察署
  - 大多喜幹部交番 - 1970年（昭和45年）、大多喜警察署の勝浦警察署への統合により設置。
- 市原警察署
  - 南総幹部交番 - 1970年（昭和45年）4月、南総警察署の市原警察署への統合により設置。
- 君津警察署
  - 上総幹部交番 - 1970年（昭和45年）4月1日、上総警察署の木更津警察署への統合により設置。1993年（平成5年）3月17日に君津警察署の分離独立に伴い移管。
- 館山警察署
  - 千倉幹部交番 - 2006年（平成18年）3月20日、南房総市発足に伴う千倉警察署の館山警察署への統合に伴い設置[12]

過去の幹部交番（派出所）
- 習志野警察署
  - 八千代幹部派出所 - 八千代警察署の設置に伴い廃止
- 佐倉警察署
  - 四街道幹部交番 - 1998年（平成10年）3月2日四街道警察署の設置に伴い、四街道警察署四街道交番に改称。
- 柏警察署
  - 流山幹部派出所 - 1986年（昭和61年）3月10日流山警察署の設置に伴い、流山警察署流山中央派出所（現：流山中央交番）に改称。

### 神奈川県警察
- 大和警察署
  - 綾瀬地区交番（2009年（平成21年）11月16日　早川交番を綾瀬合同庁舎内に移転し開設。）

過去の幹部交番
- 大和警察署
  - 座間警部派出所　-　座間警察署の設置に伴い廃止。

### 山梨県警察
- 鰍沢警察署
  - 市川分庁舎（市川交番） - 鰍沢警察署と市川警察署の統合に伴い設置。
- 日下部警察署
  - 塩山分庁舎 - 日下部警察署と塩山警察署の統合に伴い設置。
- 大月警察署
  - 都留分庁舎 - 大月警察署と都留警察署の統合に伴い設置。
- 甲斐警察署
  - 韮崎交番 - 韮崎警察署が甲斐警察署として甲斐市内に移転することに伴い、2021年（令和3年）4月14日韮崎駅前交番から名称を変更し設置。同時に「大規模交番」へと移行した。[13][14]

韮崎交番を除き、すべて2007年（平成19年）4月1日に設置。
過去の分庁舎
- 韮崎警察署
  - 甲斐分庁舎 - 2007年（平成19年）4月1日に庁舎新設。その後、2021年（令和3年）5月6日に韮崎警察署が甲斐市内に移転し、甲斐警察署として開署したことに伴い、2021年（令和3年）5月5日に廃止。[15]

### 新潟県警察
- 新発田警察署
  - 胎内分庁舎（旧・胎内警察署）
- 長岡警察署
  - 栃尾幹部交番

過去の幹部交番（派出所）
- 旧佐渡西警察署
  - 佐和田幹部交番 - 2019年（令和元年）11月2日佐渡警察署の設置に伴い、佐渡警察署佐和田交番に改称。
- 旧巻警察署
  - 吉田幹部交番 - （時期不明）巻警察署吉田交番に改称。のち2006年（平成18年）燕警察署吉田交番に改称。
- 燕警察署
  - 分水幹部交番 - （時期不明）燕警察署分水交番に改称。
- 上越警察署
  - 柿崎幹部交番 - 2020年（令和2年）3月1日、上越警察署柿崎交番に改称。
  - 安塚幹部交番 - 2020年（令和2年）12月23日、上越警察署安塚交番に改称。

### 長野県警察
- 上田警察署
  - 丸子警部交番
- 佐久警察署
  - 臼田警部交番
  - 望月警部交番
- 伊那警察署
  - 辰野町警部交番

過去の警部交番
- 長野南警察署
  - 松代警部交番 - 松代交番に改称。
- 千曲警察署
  - 戸倉・上山田警部交番 - 戸倉・上山田交番に改称。
- 中野警察署
  - 山ノ内町警部交番 - 2014年山ノ内町交番に改称。
- 諏訪警察署
  - 下諏訪町警部交番 - 下諏訪町交番に改称。
- 伊那警察署
  - 高遠町警部交番 - 高遠町交番に改称。
  - 箕輪町警部交番 - 箕輪町交番に改称。
- 大町警察署
  - 池田町警部交番 - 池田町交番に改称。
- 上田警察署
  - 東御市警部交番 - 東御市交番に改称。

### 静岡県警察
- 清水警察署
  - 蒲原分庁舎（旧・蒲原警察署）
- 袋井警察署
  - 森分庁舎（旧・森警察署）
- 天竜警察署
  - 水窪分庁舎（旧・水窪警察署）
- 下田警察署
  - 松崎分庁舎（旧・松崎警察署）

## 中部管区

### 富山県警察
- 高岡警察署
  - 伏木幹部交番
- 富山西警察署
  - 八尾幹部交番 - 警察署の新設にともない旧八尾警察署に設置。
- 射水警察署
  - 新湊幹部交番 - 警察署新設にともない旧新湊警察署に設置。
- 南砺警察署
  - 井波幹部交番 - 警察署新設にともない旧井波警察署に設置。
- 富山中央警察署
  - 富山北幹部交番 - 警察署統合にともない富山北警察署庁舎に設置。
- 富山南警察署
  - 大沢野幹部交番 - 庁舎移転にともない旧庁舎に設置。

過去の幹部交番（派出所）
- 富山西警察署
  - 婦中町幹部交番 - （時期不明）富山西警察署婦中交番に改称。
- 旧福光警察署
  - 城端幹部派出所 - （時期不明）福光警察署城端交番に改称、のち南砺警察署城端交番に改称。

### 石川県警察
- 珠洲警察署
  - 能登庁舎（旧能登警察署）
- 輪島警察署
  - 穴水庁舎（旧穴水警察署）
- 白山警察署
  - 鶴来庁舎（旧鶴来警察署）
  - 野々市交番

### 福井県警察
- 福井警察署
  - 永平寺分庁舎（松岡交番、旧永平寺警察署）
  - 大手警部交番
- 鯖江警察署
  - 丹生分庁舎（朝日交番、旧丹生警察署）
- 越前警察署
  - 今立分庁舎（粟田部交番、旧今立警察署）
- 小浜警察署
  - 高浜警部交番

### 岐阜県警察
- 飛騨警察署
  - 神岡警部交番
- 下呂警察署
  - 金山警部交番
- 恵那警察署
  - 岩村警部交番

### 愛知県警察
- 中警察署
  - 栄幹部交番
- 愛知警察署
  - 豊明幹部交番
- 稲沢警察署
  - 祖父江幹部交番
- 一宮警察署
  - 木曽川幹部交番
  - 尾西幹部交番
- 津島警察署
  - 甚目寺幹部交番
- 蟹江警察署
  - 弥富幹部交番
- 半田警察署
  - 南知多幹部交番
- 東海警察署
  - 大府幹部交番
- 西尾警察署
  - 一色幹部交番
- 田原警察署
  - 福江幹部交番
- 守山警察署
  - 尾張旭幹部交番
- 江南警察署
  - 岩倉幹部交番
- 春日井警察署
  - 高蔵寺幹部交番
- 碧南警察署
  - 高浜幹部交番
- 安城警察署
  - 知立幹部交番

### 三重県警察
- 津南警察署
  - 美杉幹部交番
- 松阪警察署
  - 飯高幹部交番
- 伊勢警察署
  - 南島幹部交番
- 鳥羽警察署
  - 大王幹部交番
- 尾鷲警察署
  - 紀伊長島幹部交番

## 近畿管区

### 滋賀県警察
- 甲賀警察署
  - 信楽警部交番
- 東近江警察署
  - 日野警部交番（旧・日野警察署）
  - 愛知川警部交番（旧・愛知川警察署）
- 長浜警察署
  - 虎姫警部交番（旧・虎姫警察署）

### 京都府警察
- 右京警察署
  - 京北交番（旧・京北警察署）
- 舞鶴警察署
  - 舞鶴警察署東庁舎（旧・舞鶴東警察署）
- 京丹後警察署
  - 網野交番（旧・網野警察署）
  - 久美浜交番（旧・久美浜警察署）

過去の幹部交番
- 宇治警察署
  - 城陽警部派出所 - 1991年（平成3年）11月13日 - 城陽警察署として改組独立。

### 大阪府警察
過去の幹部交番
- 枚方警察署
  - 交野市駅前交番 - 2012年（平成24年）7月2日 - 交野警察署の新設に伴い通常の交番に改組。

### 兵庫県警察
2021年3月22日をもって、名称としての警視・警部派出所は全廃された。
- 尼崎南警察署
  - 西分庁舎（旧・尼崎西警察署）
- 豊岡警察署
  - 日高交番（旧・日高警察署）
  - 出石分庁舎（旧・出石警察署）
- 南但馬警察署
  - 生野駅前交番
- 相生警察署
  - 上郡橋交番
- 宍粟警察署
  - 安積交番（旧・安積警察署）
- 美方警察署
  - 湯舟交番
  - 香住分庁舎
- 淡路警察署
  - 津名西分庁舎
  - 志筑交番
- 南あわじ警察署
  - 福良交番

過去の幹部交番
- 社警察署
  - 小野警視派出所 - 2015年11月2日、小野警察署設置に伴い廃止。
- 神戸水上警察署
  - 港島警部派出所 - 2013年1月13日、神戸市中央区港島の新庁舎に移転したため廃止。

### 奈良県警察
- 天理警察署
  - 田原本警察庁舎 - 田原本警察署の天理警察署への統合により設置。
- 高田警察署
  - 御所警察庁舎 - 御所警察署の高田警察署への統合により設置。
- 吉野警察署
  - さくら警察庁舎 - 吉野警察署の中吉野警察署への統合により設置。
- 五條警察署
  - 十津川警察庁舎 - 十津川警察署の五條警察署への統合により設置。
- 桜井警察署
  - 宇陀警察庁舎 - 宇陀警察署の桜井警察署への統合により設置。
  - 大宇陀幹部交番 - 大宇陀警察署の榛原警察署（のちに宇陀警察署へ改称）への統合により設置。2014年（平成26年）3月3日に、宇陀警察署が桜井警察署に統合されたことに伴い移管。

### 和歌山県警察
- 橋本警察署

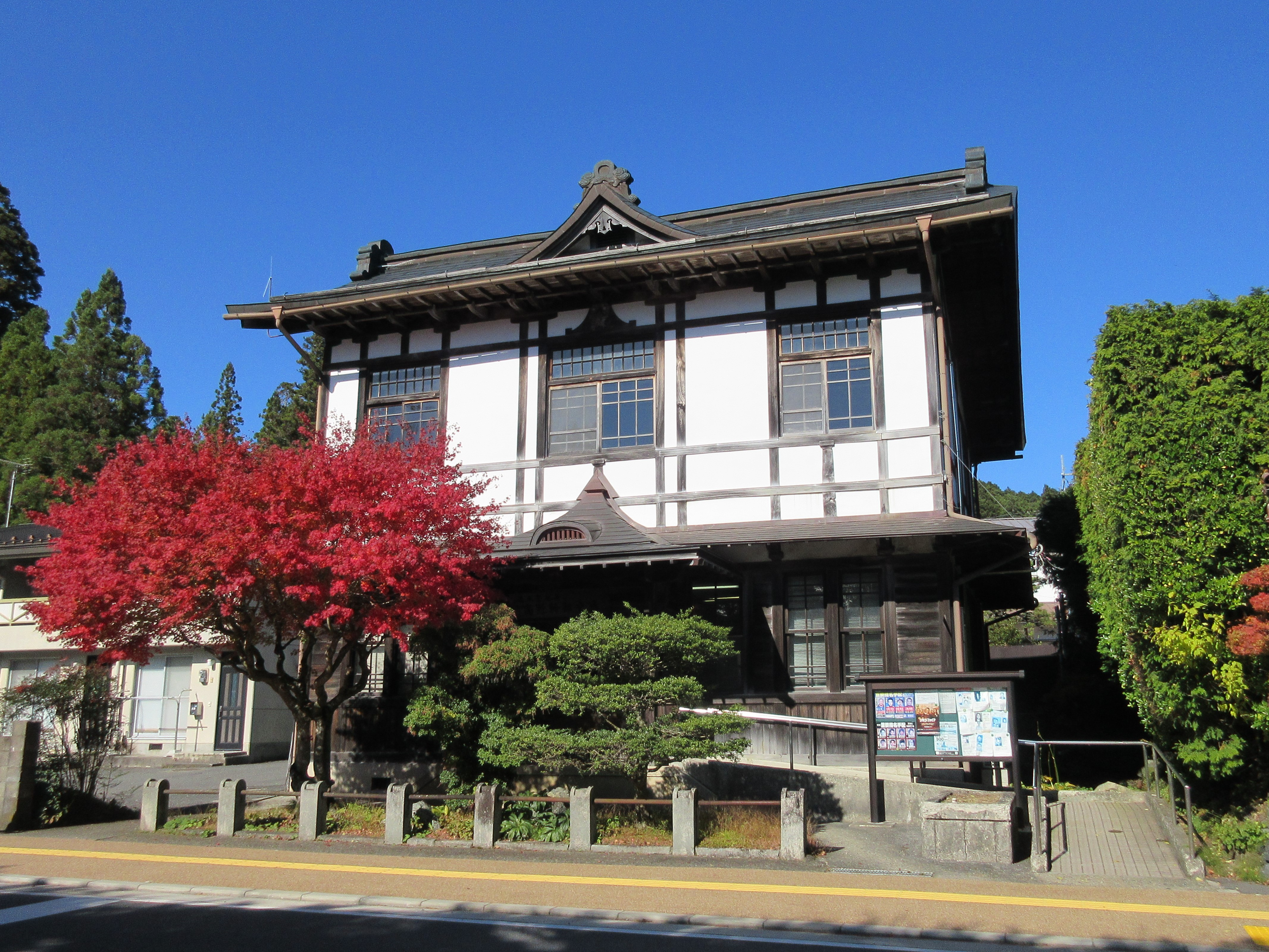
橋本警察署高野幹部交番

  - 高野幹部交番（高野町高野山） - 現役の警察庁舎としては、日本で初めて国の登録有形文化財に登録された[16]
- 白浜警察署
  - すさみ幹部交番（すさみ町周参見）
- 新宮警察署
  - 串本分庁舎（串本町串本）
  - 勝浦幹部交番（那智勝浦町天満）
  - 本宮幹部交番（田辺市本宮町本宮）

## 中国・四国管区

### 岡山県警察
- 岡山中央警察署
  - 岡山駅東口幹部交番

#### 過去の幹部交番
- 井原警察署
  - 矢掛幹部派出所（旧・矢掛警察署）

### 広島県警察
- 竹原警察署
  - 大崎上島分庁舎（木江交番）- 2009年（平成21年）4月1日木江警察署が竹原警察署に統合され、旧木江警察署の庁舎に設置。
- 尾道警察署
  - 因島分庁舎（因島交番）- 2018年（平成30年）4月1日因島警察署が尾道警察署に統合され、旧因島警察署に庁舎に設置。
- 福山北警察署
  - 油木交番
- 庄原警察署
  - 東城交番
- 山県警察署
  - 千代田交番

### 鳥取県警察
- 鳥取警察署
  - 岩美幹部派出所（旧・岩美警察署）
- 黒坂警察署
  - 溝口幹部派出所（旧・溝口警察署）

### 島根県警察
- 出雲警察署
  - 平田広域交番（旧・平田警察署）
  - 大社広域交番（旧・大社警察署）
    - 2005年（平成17年）4月1日 ‐ 平田警察署及び大社警察署が出雲警察署へ統合に伴い設置。
- 大田警察署
  - 温泉津広域交番（旧・温泉津警察署）
    - 2005年（平成17年）4月1日 ‐ 温泉津警察署が大田警察署へ統合に伴い設置。
- 雲南警察署
  - 掛合広域交番（旧・掛合警察署）
  - 三成広域交番（旧・三成警察署）
    - 2005年（平成17年）4月1日 ‐ 掛合警察署及び三成警察署が木次警察署（統合時に雲南警察署に改称）へ統合に伴い設置。

### 山口県警察
- 山口警察署
  - 阿東幹部交番（旧・阿東警察署）
- 岩国警察署
  - 岩国西幹部交番（旧・岩国西警察署）
  - 広瀬幹部交番
- 柳井警察署
  - 周防大島幹部交番（旧・大島警察署）
  - 平生幹部交番（旧・平生警察署）
- 山陽小野田警察署
  - 厚狭幹部交番（旧・厚狭警察署）
- 長府警察署
  - 豊田幹部交番（旧・豊田警察署）
- 下関警察署
  - 彦島幹部交番（旧・彦島警察署）
- 萩警察署
  - 江崎幹部交番（旧・江崎警察署）
- 周南警察署
  - 周南西幹部交番（旧・周南西警察署）

### 香川県警察
- 丸亀警察署
  - 多度津交番
  - 善通寺交番
- 小豆警察署
  - 土庄交番

### 愛媛県警察
- 大洲警察署
  - 内子交番
- 西予警察署
  - 野村交番
- 宇和島警察署
  - 鬼北交番

### 徳島県警察
- 阿波吉野川警察署
  - 阿波庁舎（旧・阿波警察署）
- 美馬警察署
  - つるぎ分庁舎（旧・つるぎ警察署）
- 阿南警察署
  - 那賀交番（旧那賀警察署）

### 高知県警察
- 高知東警察署
  - 本山警察庁舎（旧・本山警察署）
- 土佐警察署
  - いの警察庁舎（旧・いの警察署）
- 中村警察署
  - 清水警察庁舎（旧・清水警察署）

## 九州管区（沖縄県を含む）

### 福岡県警察
- 中央警察署
  - 天神警部交番
- 博多警察署
  - 中洲警部交番
  - 博多駅前警部交番
- 東警察署
  - 八田警部交番
- 城南警察署
  - 七隈警部交番
- 西警察署
  - 姪の浜警部交番
- 八幡西警察署
  - 黒崎警部交番
- 嘉麻警察署
  - 稲築警部交番（旧・稲築警察署）
  - 山田警部交番（旧・筑前山田警察署）
- 田川警察署
  - 川崎警部交番（旧・川崎警察署）
  - 添田警部交番（旧・添田警察署）
- 直方警察署
  - 宮若警部交番（旧・宮若警察署）
- 春日警察署
  - 春日原警部交番
  - 下白水警部交番
  - 那珂川警部交番
- 久留米警察署
  - 城島警部交番（旧・城島警察署）
- 筑後警察署
  - 大川警部交番（旧・大川警察署）
- 柳川警察署
  - 瀬高警部交番（旧・瀬高警察署）
- 八女警察署
  - 黒木警部交番（旧・黒木警察署）

### 佐賀県警察
- 小城警察署
  - 多久幹部派出所（旧・多久警察署）
- 唐津警察署
  - 相知幹部派出所（旧・相知警察署）
  - 呼子幹部派出所（旧・呼子警察署）
- 伊万里警察署
  - 有田幹部派出所（旧・有田警察署）
- 白石警察署
  - 大町幹部派出所（旧・大町警察署）
- 鹿島警察署
  - 嬉野幹部派出所（旧・嬉野警察署）

### 長崎県警察
- 長崎警察署
  - 矢上交番 - 2005年（平成17年）4月1日、長崎東警察署の長崎警察署への統合に伴い、矢上町交番を庁舎跡に移転・改称。
- 雲仙警察署
  - 雲仙北交番 - 2005年（平成17年）4月1日、国見警察署の小浜警察署との統合に伴い設置。

### 熊本県警察
- 熊本北合志警察署
  - 植木交番
- 宇城警察署
  - 宇土交番
- 八代警察署
  - 氷川幹部交番（氷川機動センター内） - 2017年4月1日、八代警察署と氷川警察署の統合に伴い、旧氷川警察署庁舎に設置。

### 大分県警察
- 大分東警察署
  - 佐賀関幹部交番- 2005年（平成17年）4月1日、佐賀関警察署の大分東警察署への統合に伴い設置。2018年（平成30年）3月26日閉庁。佐賀関駐在所に移管。
- 大分南警察署
  - 大南幹部交番
  - 湯布院幹部交番
- 杵築日出警察署
  - 杵築幹部交番- 2012年（平成24年）4月1日、杵築警察署と日出警察署を統合し杵築日出警察署設置に伴い設置。
- 臼杵津久見警察署
  - 津久見幹部交番- 2012年（平成24年）4月1日、臼杵警察署と津久見警察署を統合し臼杵津久見警察署設置に伴い設置。

### 宮崎県警察
- 宮崎北警察署
  - 佐土原町交番

### 鹿児島県警察
- 薩摩川内警察署
  - 甑島幹部派出所 - 1971年に川内警察署（当時）と甑島警察署の統合に伴い設置
- 鹿屋警察署
  - 垂水幹部派出所 - 1972年に鹿屋警察署と垂水警察署の統合に伴い設置
- 霧島警察署
  - 横川幹部派出所 - 2020年に霧島警察署・伊佐湧水警察署・横川警察署の分割統合に伴い設置。
- 奄美警察署
  - 喜界幹部派出所
- 沖永良部警察署
  - 与論幹部派出所

### 沖縄県警察
- 沖縄警察署
  - コザ交番